# Лепушніку-Маре (комуна)
Лепушніку-Маре (рум. Lăpușnicu Mare) — комуна у повіті Караш-Северін в Румунії. До складу комуни входять такі села (дані про населення за 2002 рік):
- Лепушніку-Маре (1282 особи)
- Мочеріш (704 особи)

Комуна розташована на відстані 332 км на захід від Бухареста, 44 км на південь від Решиці, 110 км на південний схід від Тімішоари.

## Населення
За даними перепису населення 2002 року у комуні проживали 1986 осіб.
Національний склад населення комуни:
| Національність | Кількість осіб | Відсоток |
| -------------- | -------------- | -------- |
| румуни         | 1928           | 97,1%    |
| цигани         | 49             | 2,5%     |
| угорці         | 4              | 0,2%     |
| німці          | 2              | 0,1%     |
| українці       | 1              | 0,1%     |
| серби          | 1              | 0,1%     |
| хорвати        | 1              | 0,1%     |

Рідною мовою назвали:
| Мова       | Кількість осіб | Відсоток |
| ---------- | -------------- | -------- |
| румунська  | 1949           | 98,1%    |
| циганська  | 33             | 1,7%     |
| угорська   | 1              | 0,1%     |
| німецька   | 1              | 0,1%     |
| сербська   | 1              | 0,1%     |
| хорватська | 1              | 0,1%     |

Склад населення комуни за віросповіданням:
| Релігія            | Кількість осіб | Відсоток |
| ------------------ | -------------- | -------- |
| православні        | 1642           | 82,7%    |
| баптисти           | 334            | 16,8%    |
| римо-католики      | 7              | 0,4%     |
| не вказали релігію | 3              | 0,2%     |